# Colin Tudge
Colin Tudge (nació en Londres en 1943) es un naturalista y escritor inglés. Estudió en Dulwich College de 1954 a 1961; y se especializó en zoología en Peterhouse, Cambridge, 1962-65.
Desde entonces se ha dedicado a divulgar tanto en libros, como en televisión (BBC 4), y en diversos artículos periodísticos, la vida de los animales y la Naturaleza en general. 
Tiene especial interés en la historia natural, la evolución y la genética, la alimentación y la agricultura, los riesgos de la modificación genética de los alimentos. Dedica también gran parte de sus estudios a la filosofía de la ciencia.
Tudge ha impartido conferencias y seminarios en los últimos años, generalmente acerca de la filosofía y la ética de los últimos esfuerzos en la biología, entre los que se incluyen la biotécnica, la agricultura, aspectos de conservación y biodiversidad y en algunos casos en ciencias de la comunicación. En una ocasión ha participado en un seminario sobre economía holística de la prestigiosa institución británica Schumacher College en 2008.

## Obra
Entre su variada obra bibliográfica destacan:
''*The secret life of trees;
''*Consider the birds:who they are and what they do;
*Neandertales, bandidos y granjeros: cómo surgió realmente la agricultura;
*Feeding people is easy;''
*Animal Welfare and the Ideal of Europe;
*The Variety of Life: A survey and a celebration of all the creatures that have ever lived.
*The Engineer in the Garden: Genes and Genetics from the Idea of Heredity to the Creation of Life.
Recientemente ha publicado "el eslabón", interesante obra basada en el descubrimiento del fósil de un primate conocido con el nombre de Ida en la fosa de Messel -Alemania- y depositado en el Museo de Oslo. Dicho fósil extraordinariamente bien conservado, aporta revolucionarios datos sobre el origen de los primates